# Todor Diev
Todor Nedjalkov Diev (Bulgaars: Тодор Недялков Диев) (Plovdiv, 28 januari 1934 - aldaar, 6 januari 1995) was een Bulgaars voetballer. Hij heeft gespeeld bij Spartak Plovdiv en Spartak Sofia.

## Loopbaan
Diev begon zijn carrière bij Spartak Ploviv. Hij maakt zijn profdebuut in 1950. Hij heeft 308 wedstrijden gespeeld en hij heeft 146 doelpunten gescoord. Hij is een van de legendes van Spartak Plovdiv. Hij werd erkend als beste speler aller tijden van de club.
Diev maakt zijn internationale debuut op 13 november 1955. Hij heeft doelpunt gescoord tegen Tsjecho-Slowaijke met een 3-0 overwinning in Sofia. Diev heeft in totaal 55 wedstrijden gespeeld en 16 doelpunten gescoord voor Bulgarije. Hij maakte deel uit van de selectie voor het voetbaltoernooi op de Olympische Zomerspelen 1956, waar Bulgarije een brons medaille won. Diev zat in selectie voor Wereldkampioenschap 1962.
Diev speelde zijn laatste interland tegen Belgie, Hij verloor zelfs met 5-0.
Diev overleed op 6 januari 1995.

## Erelijst
- Olympische Zomerspelen 1956 : 1956 (Brons)